# آندرس دوونی

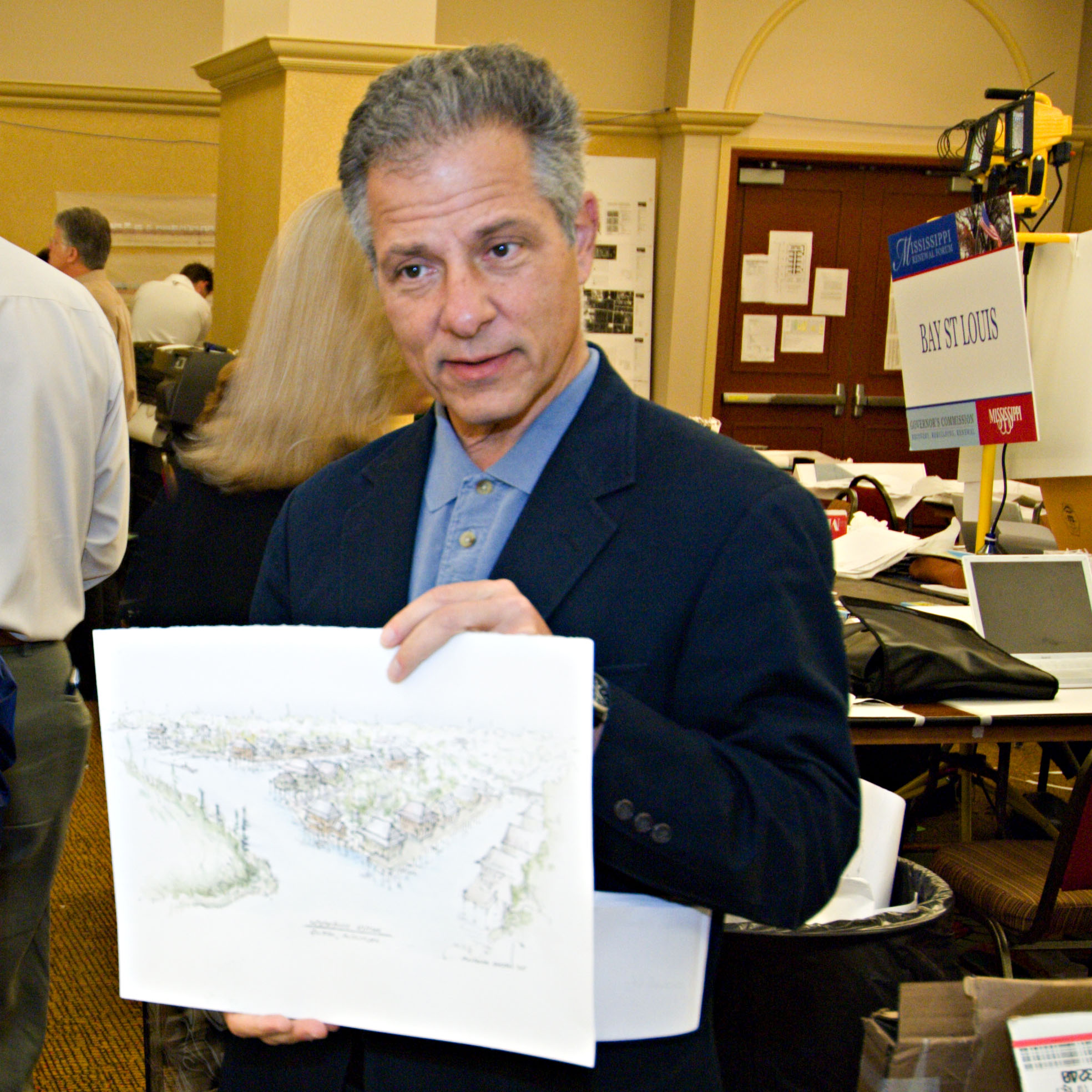
آندرس دوونی (2005)

آندرس دوونی (۹ سپتامبر ۱۹۴۹) یک معمار آمریکایی برنامه‌ریز شهری و بنیان‌گذار کنگره شهرسازی نوین است. او در شهر نیویورک متولد شد اما تا سال ۱۹۶۰ در کوبا بود. او در مدرسه کووات تحصیل کرد و مدرک کارشناسی خود را در معماری و طراحی شهری از دانشگاه پرنیستون گرفت. پس از یک سال مطالعه هنرهای اکول دس بیکس در پاریس مدرک کارشناسی ارشد خود را از دانشگاه معماری ییل دریافت کرد.
در سال ۱۹۹۷ دونی از بنیان‌گذاران شرکت میامی بود. همسر او الیزابت پلاتر، برنا ردوفرت و هروین با او شریک بودند. دنی پلاتر و شرکت در سال ۱۹۸۰ تأسیس شد.
این مجموعه در جنبش بین‌المللی بنام شهرسازی نوین که به دنبال پایان دادن پراکندگی حومه و عدم سرمایه‌گذاری شهری بود شرکت داشت. این شرکت برای اولین بار به عنوان طراح ساحلی فلوریدا، کنت لند و مریلند به رسمیت شناخته شد. طرح‌ها و کدها برای بیش از ۳۰۰ شهر جدید، طرح‌های منطقه‌ای و پروژه‌های احیای شهرستان‌ها به پایان رسید و یکی از سمبل‌های معماری جدید کلاسیک می‌باشد.
دونی یکی از بنیان‌گذاران بازنشسته‌ها و عضو هیئت شهرسازی نوین که در سال ۱۹۹۳ تأسیس شد می‌باشد. او همچنین ۵ کتاب نوشته است. دونی به عنوان استاد مهمان در بسیاری از موسسات تدریس کرده‌است و دارای دو دکترای افتخاری است.

## هدایا
او به همراه شریک زندگی خود چندین دکترای افتخاری و جایزه از جمله وینست توسط موزه ملی ساختمان در تقدیر از کمک‌های آنان به آمریکا دریافت نمود و چندین جایزه دیگر از قبیل جایزه براندیس برای معماری، توماس جفرسون مدال یادبود معماری، جایزه ارتراس طراحی و جایزه ریچارد برای معماری کلاسیک، جایزه بین‌المللی معماران انجمن آمریکایی و مدال تعالی البرت سیمونز به او اهدا گردید.

## کتابها
- Duany، آندرس، الیزابت پلاتر-Zyberk، و جف ذره (۲۰۰۰). ملت حومه: ظهور پراکندگی و کاهش رؤیای آمریکایی. نیویورک: نقطه شمال پرس شابک ‎۰−۸۶۵۴۷−۶۰۶−۳
- Duany، آندرس، الیزابت پلاتر-Zyberk، و رابرت Alminana (2003). مدنی هنر جدید: عناصر برنامه‌ریزی شهر. نیویورک: انتشارات بین‌المللی ریزولی شابک ‎۰−۸۴۷۸−۲۱۸۶−۲
- Duany، آندرس و جف ذره، با مایک لیدون (۲۰۰۹). کتابچه راهنمای رشد هوشمند. نیویورک: مک هیل شابک ‎۰−۰۷−۱۳۷۶۷۵−۵
- Duany، آندرس و DPZ (2011). باغ شهرها: تئوری و تمرین ارضی شهرسازی، بنیاد شاهزاده برای محیط زیست ساخته شده